# باتريك اوشان
باتريك اوشان (بالإنجليزية: Patrick Ochan)‏ (10 ديسمبر 1990 في أوغندا - ) هو لاعب كرة قدم أوغندي في مركز الوسط. شارك مع منتخب أوغندا لكرة القدم. أما مع النوادي، فقد لعب مع تي بي مازيمبي ونادي سانت جورج ونادي سلطة أوغندا للدخل ونادي سيمبا.

## روابط خارجية
- باتريك اوشان على موقع قاعدة بيانات كرة القدم.إي يو (الإنجليزية)
- باتريك اوشان على موقع ناشيونال فوتبول تيمز (الإنجليزية)
- باتريك اوشان على موقع Soccerway.com (الإنجليزية)